# Clayton Lockett
Clayton Derrell Lockett (* 22. November 1975; † 29. April 2014 in McAlester, Oklahoma) war ein US-amerikanischer rechtskräftig verurteilter Mörder. Seine Hinrichtung mit der Giftspritze sorgte für großes mediales Aufsehen und intensivierte die in Zusammenhang mit der Hinrichtung Dennis McGuires stehende Diskussion über die Todesstrafe in den Vereinigten Staaten.

## Verbrechen und Verurteilung
Lockett entführte 1999 mit zwei Komplizen die 19-jährige Stephanie Neiman sowie drei weitere Personen. Da Neiman nicht davon abwich, die Polizei von dieser Aktion unterrichten zu wollen, beschloss Lockett, sein Opfer zu erschießen. Seine Waffe hatte nach zwei Schüssen jedoch eine Ladehemmung und er wies seine Kumpanen an, Neiman, die zu diesem Zeitpunkt noch gelebt hatte, zu begraben, was schließlich zu ihrem Tod führte. Lockett wurde wegen dieses Mordes in Tateinheit mit Gruppenvergewaltigung, Entführung, Körperverletzung sowie anderer Taten im Jahr 2000 zum Tode verurteilt.

## Hinrichtung
Der Hinrichtung ging eine über Wochen dauernde juristische Auseinandersetzung voraus. Locketts Rechtsanwalt hatte verlangt, die Hinrichtung aufzuschieben, da eine nicht erprobte Medikamentenmischung eingesetzt werden sollte. Die Justizbehörden verweigerten zudem Auskünfte über die Hersteller bzw. Lieferanten der Präparate. Ein Bezirksgericht urteilte, dass die Verfassung verlange, Lieferanten und Hersteller sowie die genaue Medikamentenzusammensetzung bei Hinrichtungen nicht geheim zu halten. Die Gouverneurin von Oklahoma Mary Fallin kritisierte die Entscheidung des Gerichts öffentlich und hielt am Hinrichtungstermin fest. Der Oberste Gerichtshof Oklahomas hob die Entscheidung des Bezirksgerichtes in der Woche vor der Hinrichtung auf. Hintergrund des Streites war die Weigerung europäischer Hersteller, Chemikalien für Hinrichtungen zu liefern, was zu Lieferengpässen erprobter Medikamente (Pentobarbital) geführt hatte.
Lockett war in Oklahoma der 110. und insgesamt der 1379. in den Vereinigten Staaten hingerichtete Häftling seit Aufhebung des landesweiten Hinrichtungsmoratoriums im Jahr 1976. Bei der Hinrichtung am 29. April 2014 im Staatsgefängnis Oklahoma State Penitentiary in McAlester sollten Lockett nacheinander Midazolam, Vecuronium und Kaliumchlorid mit einer Spritze verabreicht werden. Zehn Minuten nach Beginn der Hinrichtung stellte der beobachtende Arzt die Bewusstlosigkeit des Delinquenten fest. Drei Minuten später jedoch begann Lockett, schwer zu atmen, nach Luft zu ringen, sich zu winden und mit den Zähnen zu knirschen. Zudem versuchte er, den Kopf zu heben und sich zu artikulieren. Nach der Gabe eines der Medikamente sei eine Vene geplatzt; laut späterem Untersuchungsergebnis war diese (auch) unfachmännisch durchstochen worden. Die Vorhänge zum Zuschauerraum wurden gesenkt, Strafvollzugschef Robert Patton ließ die Hinrichtung unterbrechen. 43 Minuten nach Beginn der Exekution starb Lockett in Folge eines Herzinfarktes.

## Nachwirkungen der Hinrichtung
Die für denselben Tag geplante Hinrichtung eines weiteren Delinquenten wurde auf die missglückte Hinrichtung Locketts hin ausgesetzt. Oklahomas Gouverneurin ordnete eine Untersuchung des Vorfalls an und verhängte ein zweiwöchiges Moratorium über alle weiteren Hinrichtungen. Das höchste Berufungsgericht von Oklahoma ordnete am 8. Mai 2014 an, alle Hinrichtungen in diesem US-Bundesstaat für ein halbes Jahr auszusetzen. In einem im August 2014 veröffentlichten Gutachten wurden nicht die verwendeten Medikamente, sondern eine fehlerhaft applizierte Injektionsnadel in Locketts Leiste für die misslungene Hinrichtung verantwortlich gemacht.
Antonio Ginatta von Human Rights Watch bezeichnete die Hinrichtung Clayton Locketts als „staatssanktionierte Folter“. Das Hohe Kommissariat der Vereinten Nationen für Menschenrechte forderte nach der Hinrichtung Locketts die Abschaffung der „grausamen und unmenschlichen Praxis“.
Der Pressesprecher der US-Bundesregierung Jay Carney kommentierte: „Wir haben einen grundsätzlichen Standard in diesem Land. Selbst wenn die Todesstrafe gerechtfertigt ist, muss sie human ausgeführt werden. Jeder wird erkennen, dass dieser Fall diesem Standard nicht gerecht geworden ist.“ Der 44. Präsident der Vereinigten Staaten Barack Obama erklärte in einer Pressekonferenz, dass er Justizminister Eric Holder mit der Untersuchung der landesweiten Praxis der Todesstrafe beauftragt habe. Es gebe erhebliche Probleme, wie der Fall Lockett gezeigt habe.
Trotz der durch die Hinrichtung Clayton Locketts angefeuerten Debatte um die Todesstrafe befürworten laut einer am 15. Mai 2014 veröffentlichten Umfrage der NBC zufolge 59 % der befragten Amerikaner die Todesstrafe, 35 % lehnten sie ab.
Die Ereignisse um die Hinrichtung Locketts führten am 21. Mai 2014 in Missouri auf Veranlassung des Obersten Gerichtshofs der Vereinigten Staaten weniger als eine Stunde vor der Vollstreckung zur Aussetzung der Exekution eines Delinquenten, bei dem aufgrund gesundheitlicher Probleme vergleichbare Komplikationen wie bei Lockett befürchtet worden waren.
In Tennessee unterzeichnete Gouverneur Bill Haslam im Mai 2014 ein Gesetz, durch das die Exekution durch den Elektrischen Stuhl wieder eingeführt wurde, sollte es nicht genügend Chemikalien zur Durchführung einer Hinrichtung mit einer Injektion geben. Zuvor konnten Verurteilte für diese Hinrichtungsart optieren, durch das Gesetz wurde der Elektrische Stuhl zur Standardmethode erhoben, wenn kein erprobtes Gift verfügbar ist.
Am 18. Juni 2014 wurden erstmals nach Lockett wieder Verurteilte in den USA hingerichtet. Die Exekutionen mit der Giftspritze erfolgten in den Bundesstaaten Georgia und Missouri.
Ende Juni 2014 reichten 21 Todeskandidaten vor einem Bundesgericht in Oklahoma Klage gegen die Strafvollzugsbehörden des US-Bundesstaates ein. Im Oktober 2014 kündigte Oklahomas Justizminister Scott Pruitt an, wegen fehlenden Gifts und Personals die Wiederaufnahme von Hinrichtungen ins Jahr 2015 zu verschieben. Ebenfalls im Oktober 2014 reichte Locketts Bruder Klage gegen Oklahoma wegen der Verletzung internationalen Rechts ein. Der Oberste Gerichtshof der Vereinigten Staaten wies am 29. Juni 2015 die Klage der Todeskandidaten ab und erlaubt den Einsatz des Mittels Midazolam bei Hinrichtungen weiterhin.